# Alice Hertz
Alice Sarah Hertz, née Alice Sarah Bauer, née le 28 novembre 1877 dans le 8e arrondissement de Paris et morte le 16 novembre 1927 à Montreux, est une pédagogue française qui contribua à l'amélioration de l'éducation en France en y instaurant les premiers jardins d'enfants.
Marcel Mauss lui rend hommage dans Sociologie religieuse et folklore de Robert Hertz, publié en 1928 peu après la mort d'Alice. Elle a notamment rédigé l'introduction de l'ouvrage, dans laquelle un bon nombre d'informations biographiques sur son mari apparaissent. C'est également dans ce livre que l'on retrouve le plus d'informations sur cette figure de l'éducation en France.
Elle est d'autre part l'épouse de l'anthropologue français Robert Hertz.

## Biographie
Sœur du physicien Edmond Bauer, Alice Hertz-Bauer fait des études de sciences naturelles et de biologie. Mais c'est dans le domaine de l'éducation qu'elle exerce sa vocation. Lors de son voyage de noces, en 1904-1905, elle prend connaissance des « jardins d'enfants » de Highgate en Angleterre, eux-mêmes créés sur un modèle venu de Suisse et de Hollande. Elle enseigne à l'école de Hampstead en banlieue de Londres, suit des cours de pédagogie enfantine et obtient le brevet de qualification que le London County Council avait fondé. 
Soucieuse de l'éducation des jeunes enfants français à la maternelle, elle applique en France les conceptions qu'elle a étudiées Outre-Manche. En 1906 et 1907, pendant que Robert et elle vivent à Douai, elle a le temps de méditer, de perfectionner, d'adapter à l'éducation française les méthodes qu'elle a apprises. Elle commence ensuite à les appliquer en fondant à Paris les premiers « Jardins d'Enfants », rue Claude-Bernard et rue de la Source (voir rue Pierre-Guérin). Un autre jardin d'enfant voit également le jour au collège Sévigné en 1909 après les initiatives de Alice Hertz et sous l'impulsion de Thérèse Sance.